# Chelsea (Maine)
Chelsea è un comune degli Stati Uniti d'America, situato nello Stato del Maine, nella Contea di Kennebec.